# Ju Namgju
Ju Namgju (hangul: 유남규, handzsa: 劉南奎, RR: Yu Nam-gyu; 1968. június 4.–) világ- és olimpiai bajnok, többszörös dobogós dél-koreai asztaliteniszező. Részt vett az 1988., 1992. és 1996. évi nyári olimpiai játékokon.